# Deg Hit'an
Los deg hit'an (también deg xinag, deg xit'an, deg hitan, degexit'an, ingalik, ingalit, inkaliten, inkality, kaiyuhkhotana) pertenecían al grupo de lenguas na-dené de Alaska. Su nombre original, ingalik, y sus derivados son considerados ofensivos por los deg hit'an. Se dividían en dos subgrupos, anvik y nikolai. 

## Localización
Viven en el nacimiento de los ríos Kuskokwin y Yukón, en el Norte de Alaska, y en Anvik, entre el Yukón y el Shageluk.

## Demografía
En 1980 había 400 individuos (300 anvik y 100 nikolai), de los cuales solo 100 hablaban su lengua. Según datos del BIA de 1995, vivían en los poblados de Sleetmute (92 h/97 en el rol tribal), Anvik (75 h/79 en el rol), Grayling (194 h/204), Holy Cross (277 h/299), Shageluk (132 h/139) y Takotna (17 h/18) mezclados con los inuit. En total, 818 en el rol tribal. Su lengua, sin embargo, solo tiene unos 40 parlantes, la mayoría ancianos.

## Costumbres
Vivían en zonas de bosque y tundra, pescaban salmón y cazaban caribúes, osos, castores, gansos y gamos. Estaban muy influenciados culturalmente por los inuit. Vestían parcas, pantalones y otras ropas similares a las de ellos. Sus casas eran semisubterráneas, como las de los inuit del Oeste. Cazaban con arpones, venablos y otras armas inuit. Fabricaban canoas de madera de abedul y botes de piel.
Vivían en poblados, algunos nómadas y otros sedentarios, tales como campamentos de pesca para una o dos familias en verano, y un asentamiento de invierno para todo el grupo. El centro del campamento era una casa subterránea larga o kashin, empleada también como casa de sudor, consejo de la tribu, club de entretenimiento, casa funeraria, templo religioso para actividades de lo chamanes y otros actos públicos, pero solo para hombres. Las mujeres se quedaban en casa. 
Celebraban espectáculos deportivos, juegos, ceremonias y potlatchs, siendo muy importante para ellos la ostentación de riqueza. Creían en un espíritu sobrenatural que llenaba a todos los seres animados e inanimados, y en un creador, en un demonio y en una vida de ultratumba. Tenían muchas supersticiones, tabúes y rituales referentes a la caza, a los animales y a los utensilios.
Los inviernos celebraban reuniones en el kashin, donde tenían siete ceremonias diferentes, hacían dádivas y danzas con máscaras para conjurar la abundancia de la caza.

## Historia
Desde 1760 los rusos tuvieron contacto con Alaska, pero apenas trataron con los dené del interior, a diferencia de los inuit, aleutianos y tlingit. Hacia 1834 exploraron el río Yukón y Kuskokwin. Esto les hizo entrar en conflicto con la Compañía de la Bahía de Hudson. Mantuvieron, sin embargo, un comercio bastante activo.
El 30 de marzo de 1867 toda Alaska fue objeto de un tratado de compra con el gobierno de los EE. UU., que les pagó 7,2 millones de dólares en oro. El gobierno pasó el control a la Alaska Commercial Company (ACC), y el 17 de mayo dictó la primera ley orgánica para aplicar las leyes de Oregón. 
En 1912 se creó el primer grupo indio, Alaska Native Brotherhood, para proteger sus intereses.
En 1968 se fundó el Native Land Claims Movement (NLCM), con apoyo de los ecologistas, para evitar las expropiaciones a causa de los descubrimientos petrolíferos, y reclamó compensaciones, lo cual forzó en 1971 la creación de la Alaska Native Claims Settlement Act, que extingue los títulos de propiedad aborígenes en Alaska y ordena el establecimiento de corporaciones que administren las rentas de las tierras (44 millones de acres y 962,5 millones de dólares).
Últimamente están intentando la recuperación de su lengua, gracias al esfuerzo de gente como Belle Deacon (1905), cestera y autora de los cuentos bilingües Engithidong Xugixudhoy: their stories of long ago (1987).

## Enlaces
- Deg Xinag - Lengua de los Deg Hit'an
- Deg Xinag (ANLC)
- Rescatando una lengua: Intento en la escuela de parte de estudiantes y ancianos para salvar el Deg Xinag